# Albin Serviant
 (septembre 2024).
Albin Serviant est un entrepreneur et dirigeant d'entreprise français du secteur de l'Internet depuis 1999. Il crée le groupe I/O Media en 2018, propriétaire des titres de presse Têtu, IDEAT ou The Good Life jusqu'en 2023, année de son redressement judiciaire et de la revente des magazines. Il s'engage également dans la promotion du secteur des technologies, devenant notamment cofondateur et président de la French Tech à Londres.

## Biographie

### Début de carrière
Diplômé de l'ESSEC Business School en 1993, Albin Serviant s'installe à Londres en 2012. En 2015, il devient CEO d'easyRoommate, une entreprise spécialisée dans la location saisonnière. 2015 est aussi l'année où il crée dans la capitale britannique French Connect, un réseau d'entrepreneurs français qui se réunissent plusieurs fois par mois autour de chefs d'entreprises, investisseurs, écrivains ou personnalités politiques.
En 2016, Albin Serviant devient le cofondateur et président de la French Tech à Londres, un label officiel attribué à des villes reconnues pour leur écosystème de startups, ainsi qu'une marque utilisable par celles-ci. En 2019, il est chargé par Founders Factory, un incubateur anglais, de développer sa branche française. Il est également membre fondateur et investisseur du We Are Club, qui fédère des personnalités des médias, des arts ou de la tech.

### I/O Media
En mai 2018, Albin Serviant relance le magazine LGBT Têtu, placé en liquidation judiciaire trois mois plus tôt. Il lève 700 000 euros auprès d'investisseurs individuels, parmi lesquels Marc-Olivier Fogiel. Il en prend la direction de la publication, alors que le journaliste  Romain Burrel en devient le rédacteur en chef. L'ambition est alors d'opérer une mue du magazine vers le numérique et de l'ouvrir à d'autres formats et contenus, comme les podcasts, la vidéo ou les réseaux sociaux. Un format papier, en version trimestrielle, est également relancé.
Têtu Ventures, la structure montée par Albin Serviant pour chapeauter Têtu, lève 1,4 million d'euros supplémentaires en 2021 auprès du groupe SOS et de Banijay. Avec 1,2 million d'euros de chiffre d'affaires, le magazine est alors à l'équilibre. Rebaptisée I/O Media (pour in and out, suggérant l’idée d’échanges), elle prend à cette occasion le contrôle d'Opéra Magazine, racheté au groupe Centre France, dans le but de créer des synergies. Une diversification des revenus est également enclenchée, pour ne plus dépendre des seules ventes des numéros papier de Têtu. Sont ainsi lancés un festival de musique, jeu de société (Blanc-Manger Coco) et le think tank Têtu Connect qui compte quarante sociétés partenaires.
L'année suivante, I/O Media fait l'acquisition des titres IDEAT, The Good Life et Dim Dam Dom, respectivement dédiés au design, au lifestyle et à la slow life. L'objectif d'Albin Serviant reste le même : soigner le design de la version papier pour en faire un quasi-beau-livre et diversifier les sources de revenus pour se mettre à l'abri des aléas de l'industrie de la presse. Le chiffre d'affaires total du groupe atteint alors dix millions d'euros et accueille de nouveaux investisseurs.
En 2023, le magazine Têtu est rentable avec un chiffre d'affaires en hausse, mais ce n'est pas le cas des autres titres pour lesquels la stratégie de diversification tarde à montrer des résultats, et le groupe est placé en redressement judiciaire. Les titres du groupe sont alors vendus à trois acquéreurs : IDEAT et The Good Life sont repris par Prisma Media, déjà propriétaire de Capital ou Geo ; Opéra Magazine passe sous le giron de Vendôme Publication, éditeur du magazine Dreams, spécialisé dans la joaillerie ; le magazine Têtu est quant à lui racheté par le groupe SOS, qui était déjà actionnaire d'I/O Media et la fondation Le Refuge, active dans la lutte contre les LGBTphobies.

### Engagement politique
En 2017, il participe à la campagne présidentielle d'Emmanuel Macron et crée l'antenne londonienne d’En Marche !. Il y organise notamment des dîners de levées de fonds.

## Décoration
Chevalier de l'ordre national du Mérite en 2018